# Eubanks Point
Eubanks Point är en udde i Antarktis. Den ligger i Västantarktis. Inget land gör anspråk på området.
Terrängen inåt land är lite bergig. Trakten är obefolkad. Det finns inga samhällen i närheten.